# Baltasar Brum

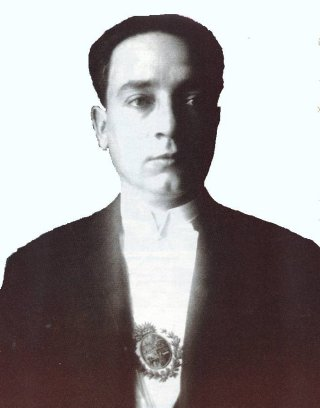
Baltasar Brum

Baltasar Brum Rodriguez (ur. 18 czerwca 1883, zm. 31 marca 1933) – publicysta, był urugwajskim ministrem edukacji (1913-1915) i spraw zagranicznych (1914-1915) rządzie José Batlle y Ordóñeza, a także ministrem spraw wewnętrznych (1915-1916). Od 1 marca 1919 do 1 marca 1923 prezydent Urugwaju z ramienia partii Colorado (opowiadał się za reformami w dziedzinie oświaty i opieki społecznej podjętych przez Ordoneza), następnie wydawca gazety El Dia (1923-1929). W latach 1929–1931 przewodniczył narodowej Radzie Administracyjnej. W 1933 stanął na czele rewolty. Zginął śmiercią samobójczą, której przyczyną był protest przeciw zawieszeniu konstytucji.